# Армяно-таты
Армяно-таты (арм. հայ-թաթեր — hay-tater) — особая группа татоязычных армян, исторически населявших восточные части Южного Кавказа. Большинство исследователей татского языка, таких как Борис Миллер и Играр Алиев, согласны с тем, что армяно-таты — это этнические армяне, принявшие татский язык в качестве родного языка. Это объясняется, с одной стороны, самоидентификацией армяно-татов, заявивших в ходе исследования Миллера, что они считают себя армянами, а также некоторыми лингвистическими особенностями их диалекта.

## История
Адам Олеарий, путешествовавший по Ширвану (современный северо-восточный Азербайджан) в 1637 году, упомянул о существовании в городе Шамаха общины армян, которые «имели свой язык», но также «говорили по-тюркски, как и все люди в Ширване». Археолог Владимир Сысоев, посетивший Шамаху в 1925 году и описавший руины средневековой армянской церкви, провел интервью с местными жителями, которые датировали первое поселение армян в Шамахе и его окрестностях концом шестнадцатого или началом семнадцатого века. Исторически горный Ширван был районом смешанного татско-азербайджанского поселения, при котором первые постепенно ассимилировались вторыми. Олеарий, Бакиханов и Миллер отметили высокий уровень ассимиляции среди ширванских армян: некоторые приняли мусульманскую веру и растворились в большинстве (это продолжалось и в восемнадцатом веке), а другие перешли на татский язык, оставаясь христианами. К началу двадцатого века было только две деревни, где продолжали жить татоязычные армяне-христиане: Матраса и Килвар. Что касается происхождения армяно-татов, Миллер цитирует епископа Месропа Смбатяна, заявившего, что по крайней мере часть из них была переселенцами восемнадцатого века из Карабаха. Армяне Килвара утверждали, что произошли от средневековых переселенцев из Эдессы (современная Шанлыурфа, Турция). Сравнивая южные татские диалекты и армяно-татские диалекты, Миллер пришел к выводу, что армяне из Матраса могли быть первыми переселенцами с Апшеронского полуострова, где наличие христианской общины было исторически подтверждено. Некоторые армяно-таты, ранее перешедшие на татский в качестве родного языка, например, жители Гараджаллы (Хачмазский район), к концу восемнадцатого века перешли на азербайджанский язык. 
После персидской экспедиции 1796 года под руководством Валериана Зубова большинство жителей Килвара и Талаби и некоторые жители Гараджаллы, всего около 50 семей, решили уйти с русскими войсками и основали на территории нынешнего Ставропольского края селение Эдиссия (в честь города Эдесса, выходцами из которого, как полагают, были их предки). В 1926 году они еще хорошо знали татский, и местное население называло их малаханцами (от татского mal xan, то есть «Хан», что означает, что ранее они были подданными Кубинского ханства). Согласно другим источникам, армяне Эдиссии говорили на тюркском языке, который они называли бизимджа («наш разговор»), который они переняли еще в Ширване.
Оставшиеся армяно-таты жили в Матраса и Килваре до Первой карабахской войны, когда они были вынуждены уехать в Армению. Изначально армяне Матраса хотели провести обмен населением с жителями азербайджанского села Шидли в Армении, но землетрясение в Спитаке, в ходе которого село было разрушено, сделало этот план невыполнимым. В 1989 году они переехали в Арагацотн, где основали село Дпреванк.

## Язык
Армяно-таты из Матраса и Килвара называли свой язык p’arseren («персидский»), в то время как армяно-татские переселенцы на Северный Кавказ и в Астрахань называли его кегетсерен («деревенский говор») и использовали его для внутриобщинной коммуникации. Армянский исследователь Армен Акопян датирует восемнадцатым веком первые упоминания татского языка как родного для некоторых групп ширванских армян. Борис Миллер сравнил их диалект с центральными разновидностями мусульманского татского, с которыми армяно-таты могли говорить без затруднений. Жители апшеронских сел Балаханы и Сураханы, считающиеся носителями татского диалекта парси, также сообщили о легкости понимания армяно-татского языка.
Армяно-таты Килвара часто были двуязычными, говорили на татском и азербайджанском языках и исторически использовали последний для общения с армяноязычными армянами еще в 1912 году. Введение государственного образования в начале двадцатого века привело к тому, что армяно-таты усвоили армянский язык, который, однако, они используют только в общении с посторонними армянами или в качестве письменного языка. Этот процесс усилился в советское время, что привело к почти полному возвращению армяно-татов с татского на армянский к концу 1980-х годов.
Христианский диалект татского языка демонстрирует типичный татский ротацизм (мутация персидского / d / в / r /), но отличается от других татских диалектов отсутствием глоточных согласных / ʕ / и /ħ/. Сегодня армяно-татский диалект считается почти вымершим, большинство армяно-татов перешли на армянский и русский языки. В 2002 году только 36 армян в России использовали татский как первый или второй язык общения. Число говорящих в Армении неизвестно, однако все они относятся к старшему поколению.